# Токтобаев, Азиз
Азиз Токтобаевич Токтобаев (узб. Aziz Toktoboyev; 1911, к. Пулген, Скобелевский уезд, Ферганская область, Российская империя — 1 января 1993, Ташкент, Узбекистан) — советский узбекский хозяйственный, государственный и партийный деятель. Герой Социалистического Труда (1949).

## Биография
Родился в 1911 году в кишлаке Пулген (ныне в составе Кадамжайского района Баткенской области Кыргызстана). Член КПСС.

### Образование
В 1934 окончил Киргизский государственный педагогический институт имени М. В. Фрунзе.
В 1938 окончил Курсы редакторов и переводчиков при ЦК ВКП(б) в Москве.
В 1940 окончил Ташкентский вечерний институт марксизма-ленинизма.
В 1951 окончил Высшую партийную школу ЦК ВКП(б).

### Трудовая деятельность
С 1934 года — на хозяйственной, общественной и политической работе. В 1934—1956 гг. — 1-й секретарь Араванского райкома ЛКСМК, завотделом Ташкентского обкома, первый секретарь Алтынкольского райкома, первый секретарь Андижанского горкома, Андижанского обкома КП Узбекистана, заведующий отделом ЦК КП Узбекистана, первый секретарь Янги-Юльского райкома, первый секретарь Ташкентского обкома КП Узбекистана, заместитель председателя Наманганского облисполкома, 1-й секретарь Кара-Суйского райкома КП Киргизии.
Преподаватель, доцент, профессор Ошского педагогического института, Ташкентского института народного хозяйства, заведующий кафедрой Фрунзенского педагогического института, Ташкентского государственного университета.
Умер в Ташкенте в 1993 году.

## Награды
Указом Президиума Верховного Совета СССР от 18 мая 1949 года присвоено звание Героя Социалистического Труда с вручением ордена Ленина и золотой медали «Серп и Молот».